# 曽禰韓犬
- 曽禰韓犬
- 曾禰韓犬

曽禰 韓犬（そね の からいぬ、生没年不詳）は、飛鳥時代の豪族。姓は連。冠位は小錦下。

## 経歴
天武天皇4年（675年）4月、白村江の戦いの前軍の将軍であった間人大蓋とともに遣わされ、大忌神（おおいみのかみ）を広瀬の河曲（かわわ）（現在の奈良県北葛城郡河合町川合の廣瀬大社にあたる）に祭っている。時に位階は大山中（だいさんちゅう）。
その後、同10年（681年）12月、柿本猨・高向麻呂・石上麻呂・中臣大島・舎人糠虫・書智徳らとともに小錦下を授けられている。